# Реймски университет
Реймският университет, официално Университет на Реймс-Шампан-Арден (на френски: Université de Reims-Champagne-Ardenne) е обществен университет във Франция, базиран в град Реймс с филиали в близките градове Троа, Шалон ан Шампан, Шомон и Шарлевил-Мезиер.
Първият университет в Реймс е основан през 1548 година, но е закрит през 1793 година, по време на Френската революция, а съвременният университет е основан през 1967 година. Към 2019 година в него се обучават около 28 хиляди студенти, 23 хиляди в основния кампус в Реймс.
През 2006 г. проф.дтн Климент Хаджов от ХТМУ-София става Почетен Доктор на Университета,